# Cel (religió)
|  | Aquest article tracta sobre el concepte religiós i espiritual; per al cel físic, vegeu l'article Cel. |

Signe xinès del cel (天,Tian).

El cel és un concepte que es pot referir a cels físics, el firmament de l'atmosfera o a l'expansió de l'univers.
En el sentit que té en algunes religions, filosofies i tendències espirituals, el cel és un concepte del més enllà i especialment en la religió queda definit com el lloc on viuen els déus, els àngels i les ànimes humanes.
Els qui creuen en el cel afirmen que aquest o l'infern és el destí final en el més enllà per a molts o tots els humans.

## Conceptes bàsics
Segons cada religió, o les seves sectes, hi ha una concepció diferent del que és el cel. Algunes religions conceptualitzen el cel com pertanyent a un tipus de vida en pau després de la mort relacionada amb la immortalitat de l'ànima. El cel s'entén com un lloc de felicitat, de vegades de felicitat eterna.
En l'antic judaisme, la creença amb el cel i en la vida després de la mort estava connectada amb el Xeol (mencionat en el Llibre d'Isaïes 38:18, salms 6:5 i el Llibre de Job 7:7-10).
En moltes formes de cristianisme, la creença en la vida després de la mort es professa en concilis com el Concili de Nicea.
En el budisme hi ha diversos cels, tots els quals són part del samsara. Tots els que acumulen bon karma tornaran a néixer en un d'ells. Però la seva estada en el cel no és eterna perquè el cel és temporal i part del samsara, Els Budistes es focalitzen més en escapar del cicle de reencarnacions i arribar al nirvana.
A la tradició xinesa basada en Confuci el cel (Tian) és un concepte important i és el lloc on els avantpassats resideixen.
Moltes persones que s'han trobat en situacions pròximes a la mort han explicat haver experimentat entrar a "una llum" dins d'una altra dimensió cosa que té similituds amb el concepte religiós de cel.